# Іннербрац
Іннербрац (нім. Innerbraz) — містечко й громада округу Блуденц в землі Форарльберг, Австрія. Іннербрац лежить на висоті 708 м над рівнем моря і займає площу 19,96 км². Громада налічує 933 мешканців. Густота населення 47/км².  
Громада лежить у долині Клоштерталь на річці Альфенц.
Округ Блуденц лежить на півдні Форальбергу і межує зі Швейцарією. Місцеве  населення, як і мешканці всього Форальбергу, розмовляє алеманським діалектом німецької мови, а тому ближче до швейцарців, ніж до населення більшої частини Австрії, яке розмовляє баварсько-австрійським діалектом. Основною індустрією Форальбергу є спортивний туризм, і кожен населений пункт має розвинуту інфраструктуру: транспорт, готелі тощо.     
|                                    |
| Іннербрац на мапі округу та землі. |

Адреса управління громади: Arlbergstraße 75, 6751 Innerbraz.
Громада має початкову школу й дитячий садок.

## Демографія
Історична динаміка населення міста за даними сайту Statistik Austria